# Блохин, Евгений Евгеньевич
Евгений Евгеньевич Блохин (род. 22 апреля 1945, Шилкинский район, Читинская область) — российский политический деятель, депутат Государственной Думы ФС РФ четвёртого созыва (2003—2007).

## Биография
Окончил горно-промышленное училище, Всесоюзный заочный юридический институт. В 1964—1967 гг. проходил срочную службу в рядах Вооруженных Сил. В 1967—1987 гг. работал мастером, помощником лесничего в Шилкинском лесхозе, лесничим Вершино-Дарасунского лесничества (Читинская область). В 1987 году возглавил Шилкинский райисполком, в 1989 году — Шелопугинский районный комитет КПСС, в 1990 году — Шелопугинский районный Совет народных депутатов. В январе 1992 года был назначен главой администрации Шилкинского района (Читинская область), затем дважды избирался на этот пост.

### Депутат Государственной думы
24 октября 2004 года был избран депутатом Государственной Думы ФС РФ четвёртого созыва по Борзинскому одномандатному избирательному округу N187 (Читинская область). Дополнительные выборы в округе проводились в связи с кончиной депутата Юрия Лосского. В Госдуме вошёл в состав фракции «Единая Россия». С 2008 года — председатель Шилкинского районного Совета.